# Lago de Sol y Luna

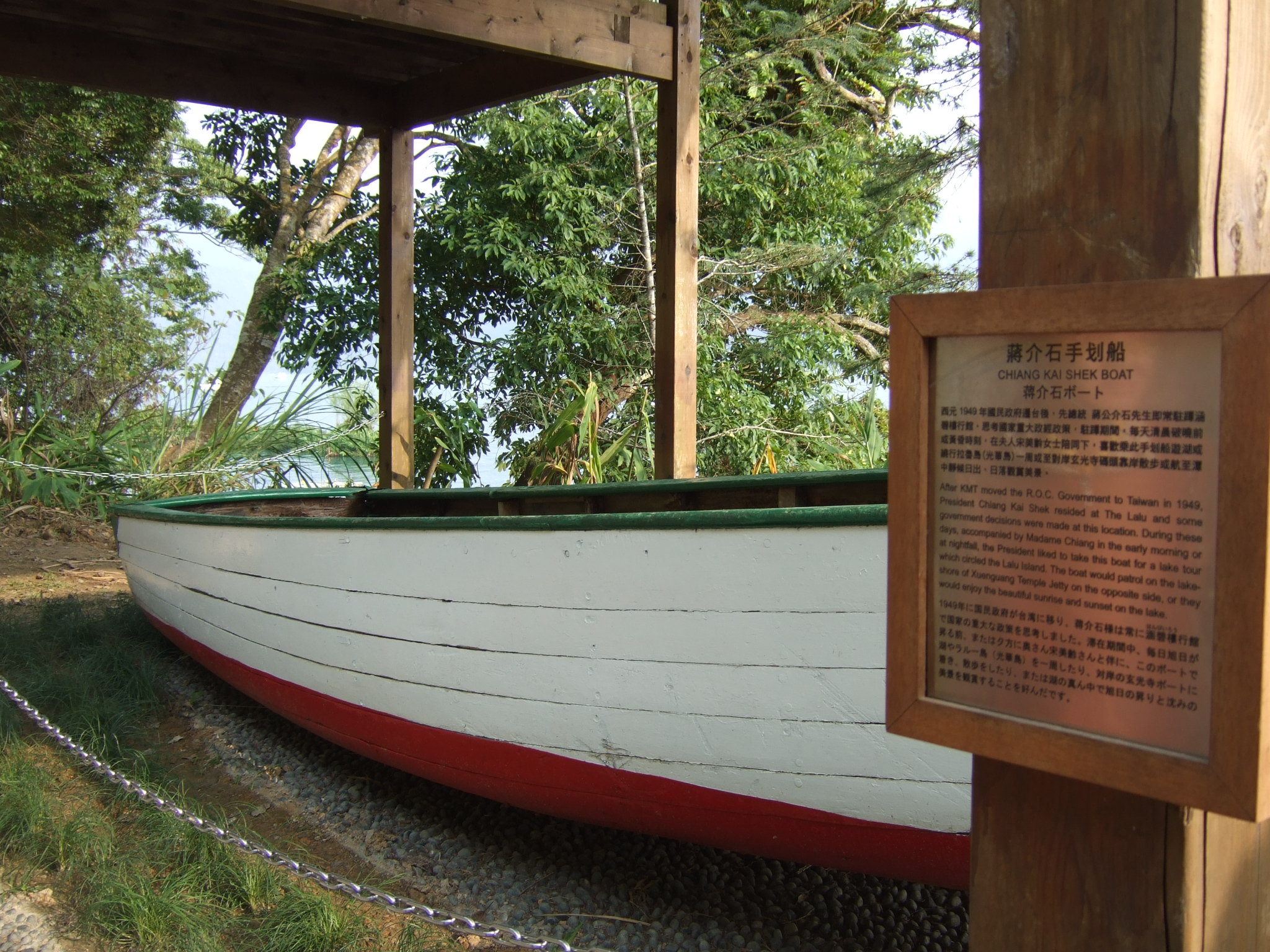
El barco de Chiang Kai-shek

El Lago de Sol y Luna (en chino, 日月潭; Wade-Giles, Jih4-yüeh4-t'an2; Zintun en la idioma de Thao) es el mayor cuerpo de agua y también una de las atracciones más populares y más famosas en Taiwán. Situado en Yuchih, Nantou, en la zona vive la tribu thao, uno de los pueblos aborígenes de Taiwán. La parte oriental del lago se parece a un sol, mientras la parte occidental se parece a una luna, de ahí el nombre.

## Visión general
El lago está situado a 748 metros sobre el nivel del mar. Tiene 27 m de profundidad y 7,93 km² de superficie. Hay muchas sendas para excursión rodeando el lago.
Aunque la natación no se permite en el Lago de Sol y Luna normalmente, una carrera anual de 3 kilómetros llamada la Carnaval de Natación del Lago de Sol y Luna tiene lugar por la Festival de Luna cada año. En los últimos años los participantes han sumado las decenas de miles. Otras festivales que tienen lugares allí al mismo tiempo incluyen fuegos artificiales, espectáculos de láser y conciertos.
El lago y su campo circundante han sido declarada una de las tres Áreas Escénicas Nacionales en Taiwán. Pagoda Ci En (chino tradicional: 慈恩塔) fue construida por el presidente Chiang Kai-Shek en 1971 en memoria de su madre. Otros templos famosos incluyen el Templo de Jianjing, Templo Syuentzang y el Templo Syuanguang.

## Galería

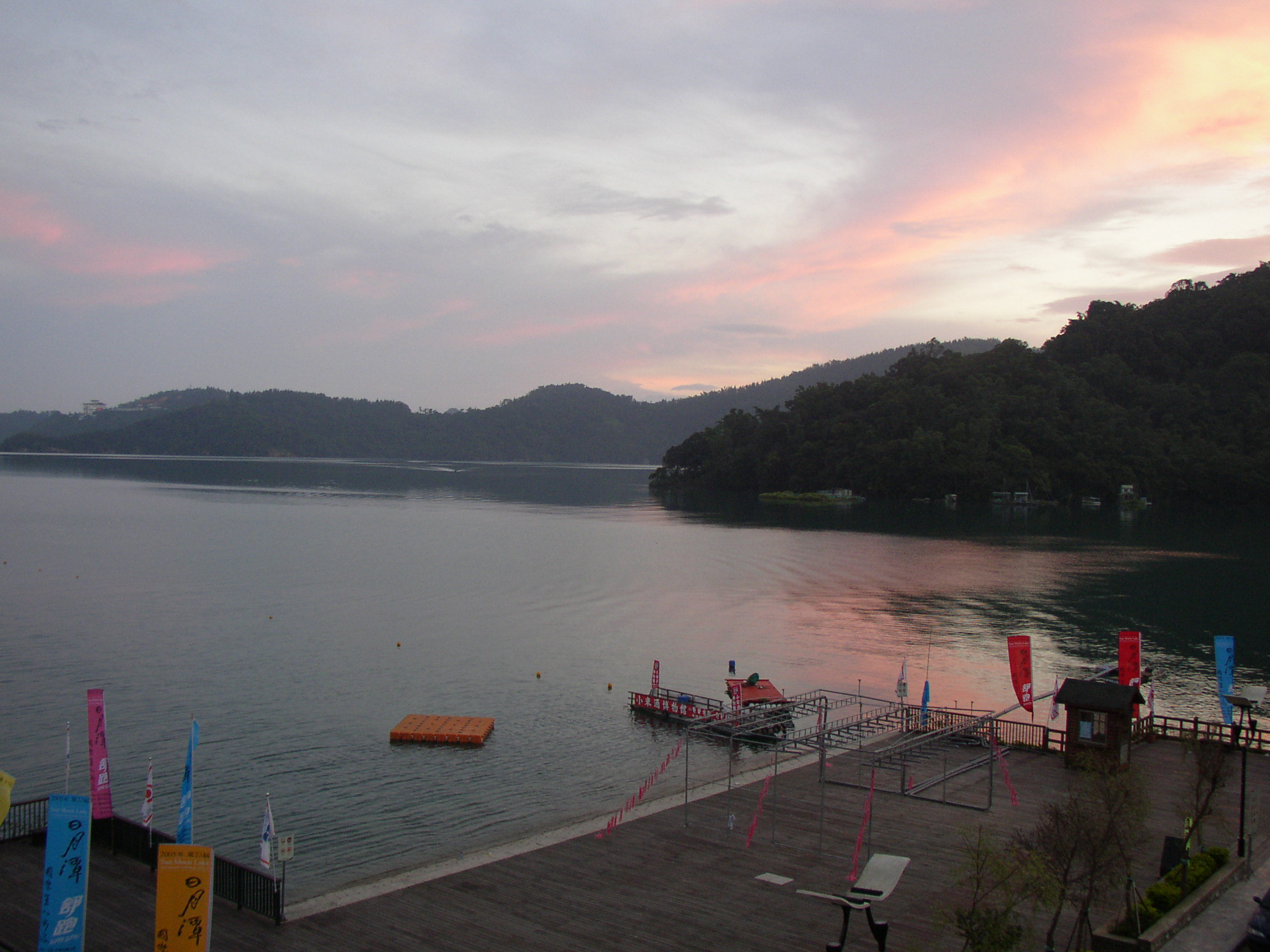
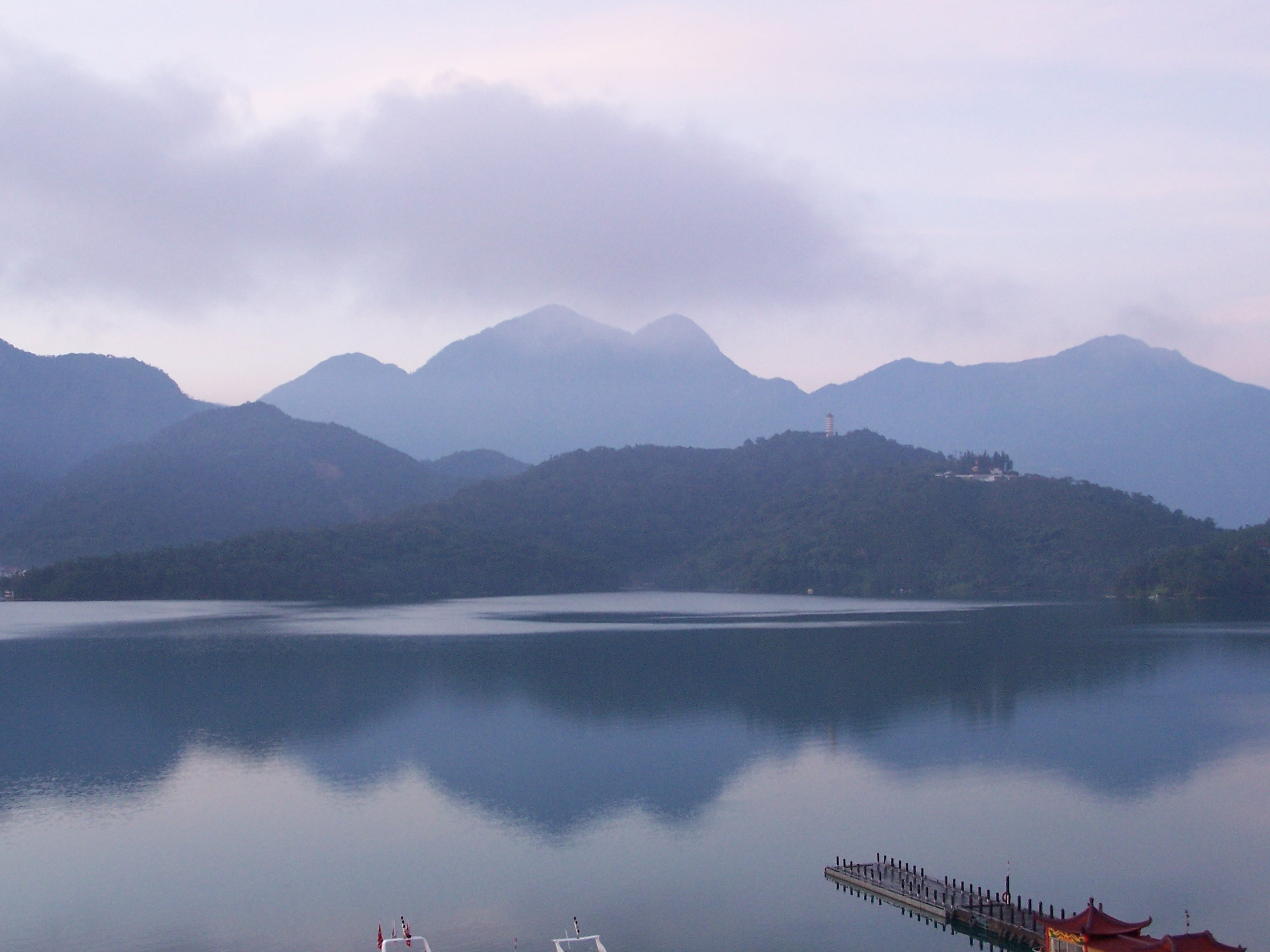
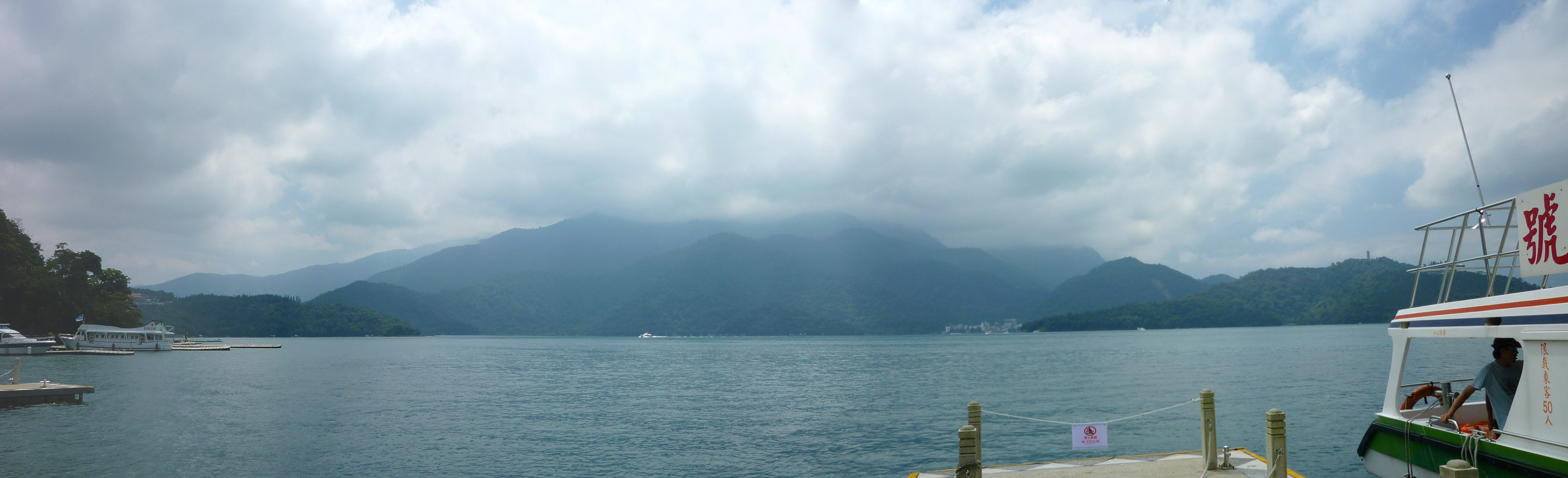

## Historia
En la literatura antigua de Inglaterra el lago se llamaba Lake Candidius ("Lago de Candidius") por el misionero holandés Georgius Candidius en el siglo XVII. En medio del lago está la Isla Lalu, que es el suelo santo del tribu Thao. Cuando los japoneses gobernaba Taiwán, la llamaban la "Isla de Jade". Después de que el Gobierno de Nacionalista de Chiang Kai-Shek se traspasó a Taiwán, el nombre de la isla fue cambiado a Kuang Hua ("China Gloriosa") y en 1978 el gobierno local construyó un pabellón donde las bodas anuales tuvieron lugar. El Terremoto de Chichi de 1999 destruyó el pabellón y sumergió la mayoría de la isla. En los últimos años, debido a la conciencia social y política creciente, los aborígenes de Taiwán han ganado más deferencia y reconocimiento. Así que, después del terremoto, el nombre de la isla fue cambiado a "Lulu" en la idioma de Thao.